# Bois (Charente Marítim)
Bois és un municipi francès situat al departament del Charente Marítim i a la regió de la Nova Aquitània. L'any 2007 tenia 472 habitants.

## Demografia

### Població
El 2007 la població de fet de Bois era de 472 persones. Hi havia 171 famílies de les quals 50 eren unipersonals (25 homes vivint sols i 25 dones vivint soles), 50 parelles sense fills, 57 parelles amb fills i 14 famílies monoparentals amb fills.
La població ha evolucionat segons el següent gràfic:
Habitants censats

### Habitatges
El 2007 hi havia 219 habitatges, 178 eren l'habitatge principal de la família, 23 eren segones residències i 17 estaven desocupats. 210 eren cases i 4 eren apartaments. Dels 178 habitatges principals, 133 estaven ocupats pels seus propietaris, 36 estaven llogats i ocupats pels llogaters i 10 estaven cedits a títol gratuït; 2 tenien una cambra, 13 en tenien dues, 29 en tenien tres, 53 en tenien quatre i 82 en tenien cinc o més. 157 habitatges disposaven pel capbaix d'una plaça de pàrquing. A 78 habitatges hi havia un automòbil i a 87 n'hi havia dos o més.

### Piràmide de població
La piràmide de població per edats i sexe el 2009 era:
| Homes | Edats   | Dones |
| ----- | ------- | ----- |
| 0     | 95 o +  | 4     |
| 0     | 90 a 94 | 0     |
| 4     | 85 a 89 | 0     |
| 0     | 80 a 84 | 8     |
| 4     | 75 a 79 | 16    |
| 20    | 70 a 74 | 12    |
| 8     | 65 a 69 | 16    |
| 16    | 60 a 64 | 12    |
| 12    | 55 a 59 | 8     |
| 8     | 50 a 54 | 8     |
| 8     | 45 a 49 | 12    |
| 16    | 40 a 44 | 20    |
| 12    | 35 a 39 | 8     |
| 20    | 30 a 34 | 20    |
| 16    | 25 a 29 | 12    |
| 4     | 20 a 24 | 8     |
| 16    | 15 a 19 | 12    |
| 4     | 10 a 14 | 12    |
| 20    | 5 a 9   | 24    |
| 24    | 0 a 4   | 12    |

## Economia
El 2007 la població en edat de treballar era de 316 persones, 206 eren actives i 110 eren inactives. De les 206 persones actives 184 estaven ocupades (102 homes i 82 dones) i 22 estaven aturades (9 homes i 13 dones). De les 110 persones inactives 32 estaven jubilades, 47 estaven estudiant i 31 estaven classificades com a «altres inactius».

### Ingressos
El 2009 a Bois hi havia 182 unitats fiscals que integraven 449 persones, la mediana anual d'ingressos fiscals per persona era de 14.267 €.

### Activitats econòmiques
Dels 4 establiments que hi havia el 2007, 2 eren d'empreses de construcció, 1 d'una empresa de comerç i reparació d'automòbils i 1 d'una empresa de serveis.
Els 2 serveis als particulars que hi havia el 2009 eren paletes.
L'any 2000 a Bois hi havia 31 explotacions agrícoles que ocupaven un total de 920 hectàrees.

## Equipaments sanitaris i escolars
El 2009 hi havia una escola maternal integrada dins d'un grup escolar amb les comunes properes formant una escola dispersa.

## Poblacions properes
El següent diagrama mostra les poblacions més properes.